# 邢村昭懿圣母庙
邢村昭懿圣母庙，位于中华人民共和国山西省晋中市和顺县义兴镇邢村，已列为山西省文物保护单位。

## 保护
2021年8月4日，邢村昭懿圣母庙由山西省人民政府公布为第六批山西省文物保护单位，编号6-121。